# SACCSA
El proyecto SACCSA (Sistema de Aumentación para el Caribe, Centro y Sudamérica) pretende analizar la viabilidad técnica, financiera e institucional de implantación de un sistema SBAS/GNSS en las regiones del Caribe y América del Sur. Entre otras actividades, el proyecto incluye una definición técnica de un Sistema de Aumentación Basado en Satélites (SBAS) adaptado a las especiales circunstancias de las regiones mencionadas (ionosfera, geografía, etc.)

## Evolución del proyecto
La Organización de Aviación Civil Internacional (OACI) suscribió un proyecto regional de cooperación técnica con los estados y entidades interesadas. Hasta el momento estas son Chile, Colombia, Cuba, Corporación Centroamericana de Servicios de Navegación Aérea (COCESNA), la Unión Europea y España.
El proyecto comenzó en el año 2003 en una primera fase con el nombre de EDISA (EGNOS Demonstrations In South America), la cual perseguía una serie de ensayos y demostraciones de la señal SBAS del sistema europeo EGNOS, extendida a las regiones del Caribe, Centroamérica y Sudamérica.  
Para ello, se desplegó una infraestructura de ensayos basada en la implantación de la señal EGNOS en la Región CAR (Caribe) y en la zona noroeste de la Región SAM (Suramérica), para lo cual se instalaron tres Estaciones de Referencia y de Supervisión de Integridad (RIMS) en Colombia (Bogotá), Cuba (La Habana) y COCESNA – Honduras (Tegucigalpa). Estas estaciones se conectaron con Madrid a través del satélite Hispasat y de ahí al ESTB (EGNOS System Test Bed). Una vez desplegada la infraestructura, se realizaron tomas de datos en estático durante un periodo de 2,5 meses y se llevaron a efecto ensayos en vuelo.
Los datos resultantes mostraron preliminarmente que era viable radiar una señal EGNOS en las Regiones CAR/SAM sobre la base del despliegue de una infraestructura terrena de estaciones RIMS, pudiendo llegar a conseguir unas actuaciones en torno a capacidad APV I.
Basado en los resultados obtenidos en la primera fase del Proyecto y teniendo en cuenta el desarrollo evolutivo del GNSS, se planificó la realización de una segunda fase cuyo objetivo era «estudiar, desarrollar y planificar los aspectos técnicos, financieros, operacionales e institucionales, de alternativas posibles para implantar un sistema preoperacional SBAS para las Regiones CAR/SAM».
Al concluir esta fase, se dispondría de los elementos de juicio necesarios para que las entidades regionales de la OACI tomen la decisión sobre el mejor modelo del sistema de aumentación SBAS (EGNOS extendido, WAAS extendido, EGNOS-WAAS, o un sistema propio) a implantar en estas regiones, y de este modo poder proceder con los concursos internacionales necesarios para la realización de dicha implantación. Esta Fase II del proyecto se le denominó SACCSA (Solución de Aumentación para el Caribe, Centro y Sur América).
A mediados del año 2005, se definió tanto por parte del RLA/03/902, como por el Proyecto RLA/00/009 (WAAS en Suramérica), que ni el sistema EGNOS europeo ni el WAAS estadounidense podían ser factiblemente extendidos hacia las regiones del Caribe, Centro y Sudamérica, por lo que el SACCSA se enfocó estratégicamente a convertirse en un sistema SBAS propio, autónomo de estas regiones, pero interoperable con los demás sistemas SBAS existentes y en desarrollo.
Por ello, en esta fase, se constatará la viabilidad de que las Regiones CCAR/SAM (Centro, Caribe y Suramérica) dispongan de un sistema SBAS propio que permita cubrir sus necesidades y las de sus usuarios teniendo en cuenta la evolución de los Sistemas Globales de Navegación por Satélites (GNSS). Dicho sistema (SACCSA) se definirá de acuerdo a las  características propias de estas regiones, basado en la estrategia y pautas regionales adoptados por la OACI, adaptando su configuración a la distribución del espacio aéreo y densidad del tránsito aéreo. 
Asimismo, se establecerán las bases para la gestión y operación del mismo, proponiendo los órganos internacionales que podrían ser creados para llevar a cabo dichas acciones. 
Por otra parte, y dado el coste que implica proponer la implantación de un sistema preoperacional SBAS, se realizará un análisis exhaustivo de los recursos financieros necesarios y el modo de obtenerlo, a través de las diferentes fuentes y modalidades de crédito disponibles.
La Fase II deberá culminar a mediados del año 2007, y sus resultados serán puestos a la consideración de las entidades regionales OACI competentes.